# Mistrzostwa Europy w Lekkoatletyce 1938 – bieg na 110 m przez płotki mężczyzn

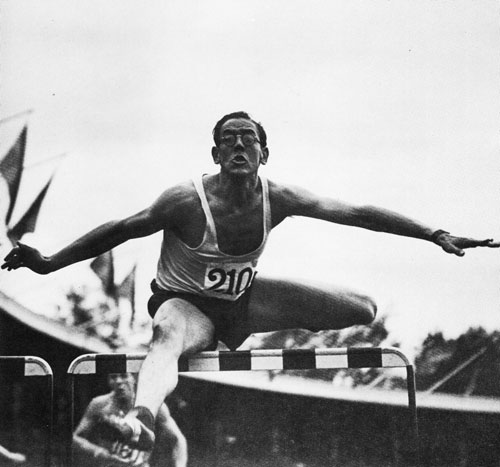
Zdobywca srebrnego medalu - Håkan Lidman

Bieg na dystansie 110 metrów przez płotki mężczyzn był jedną z konkurencji rozgrywanych podczas II Mistrzostw Europy w Paryżu. Biegi eliminacyjne oraz finał zostały rozegrane 4 września 1938 roku. Zwycięzcą tej konkurencji został Brytyjczyk Donald Finlay. W rywalizacji wzięło udział dwunastu zawodników z dziewięciu reprezentacji.

## Rekordy
| Rekord świata     | Forrest Towns (USA) | 13,7 | Oslo, Norwegia | 27.08.1936 |
| Rekord mistrzostw | József Kovács (HUN) | 14,8 | Turyn, Włochy  | 08.09.1934 |

## Eliminacje
Bieg 1
| Miejsce | Zawodnik           | Czas | Uwagi |
| ------- | ------------------ | ---- | ----- |
| 1       | Donald Finlay      | 14,4 | Q CR  |
| 2       | Reindert Brasser   | 14,6 | Q     |
| 3       | Svend Aage Thomsen | 15,4 |       |
| 4       | Abel Elie          | 16,0 |       |

Bieg 2
| Miejsce | Zawodnik          | Czas | Uwagi |
| ------- | ----------------- | ---- | ----- |
| 1       | Håkan Lidman      | 14,8 | Q     |
| 2       | Werner Christen   | 15,4 | Q     |
| 3       | Giorgio Oberweger | 17,3 |       |
| 4       | Christos Mandikas | 18,0 |       |

Bieg 3
| Miejsce | Zawodnik              | Czas | Uwagi |
| ------- | --------------------- | ---- | ----- |
| 1       | Karl Kumpmann         | 14,8 | Q     |
| 2       | John Thornton         | 14,8 | Q     |
| 3       | René Kunz             | 15,2 |       |
| 4       | Jean-François Brisson | 15,7 |       |

## Finał
| Place | Athlete          | Time    |
| ----- | ---------------- | ------- |
| 1     | Donald Finlay    | 14,3 CR |
| 2     | Håkan Lidman     | 14,5    |
| 3     | Reindert Brasser | 14,8    |
| 4     | John Thornton    | 14,8    |
| 5     | Karl Kumpmann    | 15,3    |
| 6     | Werner Christen  | 15,4    |